# ツァイゼル数
ツァイゼル数（ツァイゼルすう、英: Zeisel number）とは、3個以上の相異なる（正の）素数 p1, …, pk の積であって、ある整数 A, B に対して
{\displaystyle p_{i}=Ap_{i-1}+B\quad (i=1,\cdots ,k)}
を満たすようなものである。ただし、便宜上 p0 = 1 とする。最小のツァイゼル数は 105 = 3 × 5 × 7 である。この数は、A = 1, B = 2 とおけば条件を満たす。(例．p1 = 1 × 1 + 2 = 3 、p2 = 1 × 3 + 2 = 5 、p3 = 1 × 5 + 2 = 7)
小さい方からツァイゼル数を並べると
105, 1419, 1729, 1885, 4505, 5719, 15387, 24211, 25085, 27559, …（オンライン整数列大辞典の数列 A51015）
である。定義より、A は正でなければならないが、B は負でも構わない。例えば、1419 = 3 × 11 × 43 は A = 4, B = −1 に対して条件を満たす。
ツァイゼル数の中に、有名なハーディ・ラマヌジャン数 1729 があることが一際目に付く。1729 はカーマイケル数でもある。実際、6m + 1, 12m + 1, 18m + 1 が全て素数であるならば、その積 (6m + 1)(12m + 1)(18m + 1) はカーマイケル数であることが知られている。1729 = 7 × 13 × 19 は、この式において m = 1 として得られる。そして、この式で与えられる数は A = 1, B = 6m に対して条件を満たすので、ツァイゼル数でもある。この種の、ツァイゼル数でもありカーマイケル数でもある数は、小さい方から
1729, 294409, 56052361, 118901521, 172947529, 216821881, 228842209, 1299963601, …（A33502）
である。
ツァイゼル数の名は、ヘルムート・ツァイゼル (Helmut Zeisel) に由来する。ウェブページ上で MathPages を公開しているケヴィン・ブラウン (Kevin Brown) が、2k−1 + k が素数となる k は 1, 3, 7, 237 の他にあるかと問い、1994年2月25日にツァイゼルが k = 1885 に対して素数であると答えた。この数を調べたブラウンは、素因子の間に成り立つ性質を見付け（A = 2, B = 3 に対して条件を満たす）、同じ性質を持つ数をツァイゼル数と名付けた。ただし、ツァイゼル数に対して常に 2k−1 + k が素数となるわけではない。2k−1 + k が素数となる k は、2012年現在で
1, 3, 7, 237, 1885, 51381, 75765（A61422）
が知られているのみであり、30万以下ではこれだけである。(具体数はオンライン整数列大辞典の数列 A061421参照)